# Aloe omavandae
Aloe omavandae é uma espécie de liliopsida do gênero Aloe, pertencente à família Asphodelaceae.